# ヤンボル州
ヤンボル州（ヤンボルしゅう、ブルガリア語: Област Ямбол, ラテン文字転写: Oblast Yambol）はブルガリア南東部、トルコ国境に位置する州。

## 基礎自治体
ヤンボル州には以下の基礎自治体が存在する。

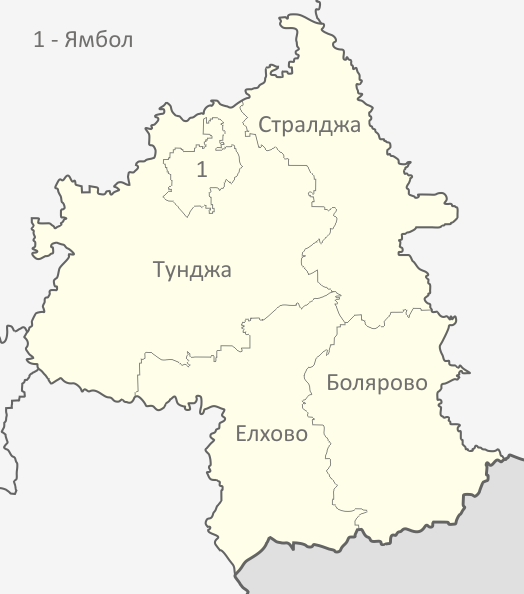
ヤンボル州の基礎自治体

- ボリャロヴォ（Болярово、Bolyarovo）
- エルホヴォ（Елхово、Elhovo）
- ストラルジャ（Стралджа、Straldzha）
- トゥンジャ（Тунджа、Tundzha）
- ヤンボル（Ямбол、Yambol） - 州都

## 歴史
ヤンボル州の標語は「遠い過去からやって来て、そして未来へ」である。この地には紀元前6千年の頃の遺物が発見される。先史時代に作られた古墳もトゥンジャ市ドラマ村（Драма、Drama）に残っている。
ヤンボル州にはかつてカビレ（Кабиле、Kabile）と呼ばれる古代集落がある。現在この場所は考古学および自然保護区となっており、トラキア人の残した重要な遺跡である。考古学研究により、カビレは紀元前1千年紀当時のトラキア人の政治的、経済的、宗教的中心地であったと推定されている。1980年代以降、古代都市の調査によって石碑、硬貨、陶器、建造物などの多くの遺物が見つかっている。これらの遺物に関する資料は古代史の研究の重要な資料となっている。
ローマ帝国の支配下では、ローマ皇帝ディオクレティアヌスの時代に立てられたディオスポリス（Diospolis）と呼ばれる城が建設された。このほかにも、中世の城と修道院がボリャロヴォ市ヴォデン村（Воден、Voden）に残っている。
15世紀に建てられたバザールであるベジステン（Bezisten）、およびエスキー・ジャミア（ブルガリア語: Ески джамия, ラテン文字転写: Esky Djamia、トルコ語: Eski Cami）というモスクなどはきれいに保存されており、両者は補修され、現在でも使用されている。

## 出身者・ゆかりのある人物
- ゲオルギ・パパゾフ（Георги Папазов、Georgi Papazov） - 20世紀の画家
- ジョン・アタナソフの父イヴァンはヤンボル近郊の出身である。
- 碧山亘右-大相撲力士

## 地理と自然
トゥンジャ川（Тунджа、Tundzha）は州内を縦断し、隣接するトルコのエディルネへと流れている。川によって出来た谷状の地形が南北を貫き、その周りは標高100メートル-150メートルの丘陵地となっている。州北部のトゥンジャ渓谷は内陸性の気候である一方、南部は典型的な地中海性気候である。年間平均気温は摂氏12度-12.5度である。ボリャロヴォ市ステファン・カラジョヴォ村（Стефан Караджово、Stefan Caradjovo）にはミネラル泉がある. 農地面積は全体の76.9%を占め、森林には主にニレ、ヤナギ、ポプラ、オークなどが生息する。